# Liste des médias non-vidéoludiques Mario
La franchise Mario a inspiré des produits dérivés, tels que des séries d'animation, des films, un manga, des bandes dessinées et des jouets.

## Télévision
Plusieurs séries TV basées sur Mario ont été produites par DIC. 